# Större piprensare
Större piprensare (Funiculina quadrangularis) är en korallart som först beskrevs av Peter Simon Pallas 1766.  Större piprensare ingår i släktet Funiculina och familjen Funiculinidae. Enligt den svenska rödlistan är arten starkt hotad i Sverige. Arten förekommer i Götaland. Artens livsmiljö är havet. Inga underarter finns listade i Catalogue of Life.